# Talachulitna
La rivière Talachulitna est un cours d'eau d'Alaska, aux États-Unis situé dans le borough de Matanuska-Susitna. C'est un affluent de la rivière Skwentna, elle-même affluent de la rivière Yentna, qui fait partie des affluents de la rivière Susitna.

## Description
Longue de 45 milles (72 km), elle prend sa source dans les montagnes Beluga et coule en direction du sud puis du nord-ouest pour se jeter dans la rivière Skwentna à 56 milles (90 km) au nord de Tyonek, dans la chaîne d'Alaska.
Son nom indien Tu-lu-shu-lit-na a été référencé en 1899 par le lieutenant Herron.

## Sources
- (en) « Talachulitna », Geographic Names Information System